# Innimond
Innimond är en kommun i departementet Ain i regionen Auvergne-Rhône-Alpes i östra Frankrike. Kommunen ligger  i kantonen Lhuis som ligger i arrondissementet Belley. Kommunens areal är 13,44 km². År 2022 hade Innimond 92 invånare.

## Befolkningsutveckling
Antalet invånare i kommunen Innimond
Referens: INSEE